# إد بلاكلي
إد بلاكلي (بالإنجليزية: Ed Blakely)‏ هو أكاديمي أسترالي وأمريكي، ولد في 1937 في سان بيرناردينو في الولايات المتحدة.